# Athamas debakkeri
Athamas debakkeri är en spindelart som beskrevs av Szüts 2003. Athamas debakkeri ingår i släktet Athamas och familjen hoppspindlar. Inga underarter finns listade.